# Kwanghyun Ryu
Kwanghyun Ryu (jiným přepisem i Kwang-Hyun Ryu či Ruy Kwang Hyun) (* 1977 Jižní Korea) je pastorem Korejské presbyterní církve a farářem korejské části Farního sboru Českobratrské církve evangelické v Kobylisích v kostele U Jákobova žebříku. Je rovněž doktorandem v oboru praktické a ekumenické teologie na Evangelické teologické fakultě Univerzity Karlovy. Mezi jeho zájmy patří misiologie, teologie mladých, interkulturní teologie, duchovní formace a další.